# Sa Perola
Sa Perola és l'antic tenyidor de xarxes del Gremi de Pescadors de Sant Pere de Calella de Palafrugell (Baix Empordà) i està catalogat com a bé cultural d'interès local.

## Història
Situat al carrer de les Voltes de Calella, va ser construït probablement a finals del segle xviii. Les instal·lacions eren utilitzades per a tenyir les xarxes de cotó per assegurar-ne la conservació. També era un espai de reunió dels pescadors. El 1865, el pescador Joan Bofill i Codina (Calella de Palafrugell, 1816–1884) va comprar Sa Perola quan es va extingir l'antic gremi de mariners, i e 1868 la va vendre a una representació dels pescadors de Calella per tal que fos utilitzada comunitàriament.
L'ús de Sa Perola va anar disminuint fins als anys 1960, ja que s'havia anat imposant l'ús de les xarxes de niló, les quals no calia tenyir. El 1986, el Gremi de Pescadors el va cedir a l'Ajuntament de Palafrugell amb la condició que tingués ús públic, i la planta baixa va convertir-se en l'oficina de turisme de Calella de Palafrugell. El 2010 es va inaugurar al pis el centre d'interpretació de Sa Perola i del patrimoni marítim i pesquer de Palafrugell.

## Descripció
Consta de dues plantes i d'una sola crugia. Als baixos hi ha un espai unitari amb les instal·lacions on els pescadors tenyien les velles xarxes i arreus per conservar-les i mantenir el color de camuflatge. És cobert amb una volta rebaixada de maó pla sobre arcades i és ocupat per un conjunt heterogeni de pous, canalons, calderes i recipients. Vora l'entrada hi ha una gran caldera (la perola que li ha donat el nom) i al seu costat, amb la cúrria, un pou d'aigua dolça malgrat la proximitat del mar. Amb l'aigua es bullia escorça de pi per a fer el tint dins la perola, fent foc amb llenya en un espai que hi ha a sota. El tint es tirava en un regueró que travessa la sala i va a parar en un gran recipient: el pou de tenyir. Un cop tenyits els ormeigs en aquest lloc, es col·locaven en els escorredors, quatre grans recipients circulars situats al voltant del dit pou de tenyir al qual retornava el tint que s'escorria per uns estrets conductes i es deixava escolar cap al carrer.
La façana té un gran portal, damunt del qual hi ha un aparell de forats ovalats per a ventilació del local. Aquesta és arrebossada i emblanquinada.